# Big wave surfing

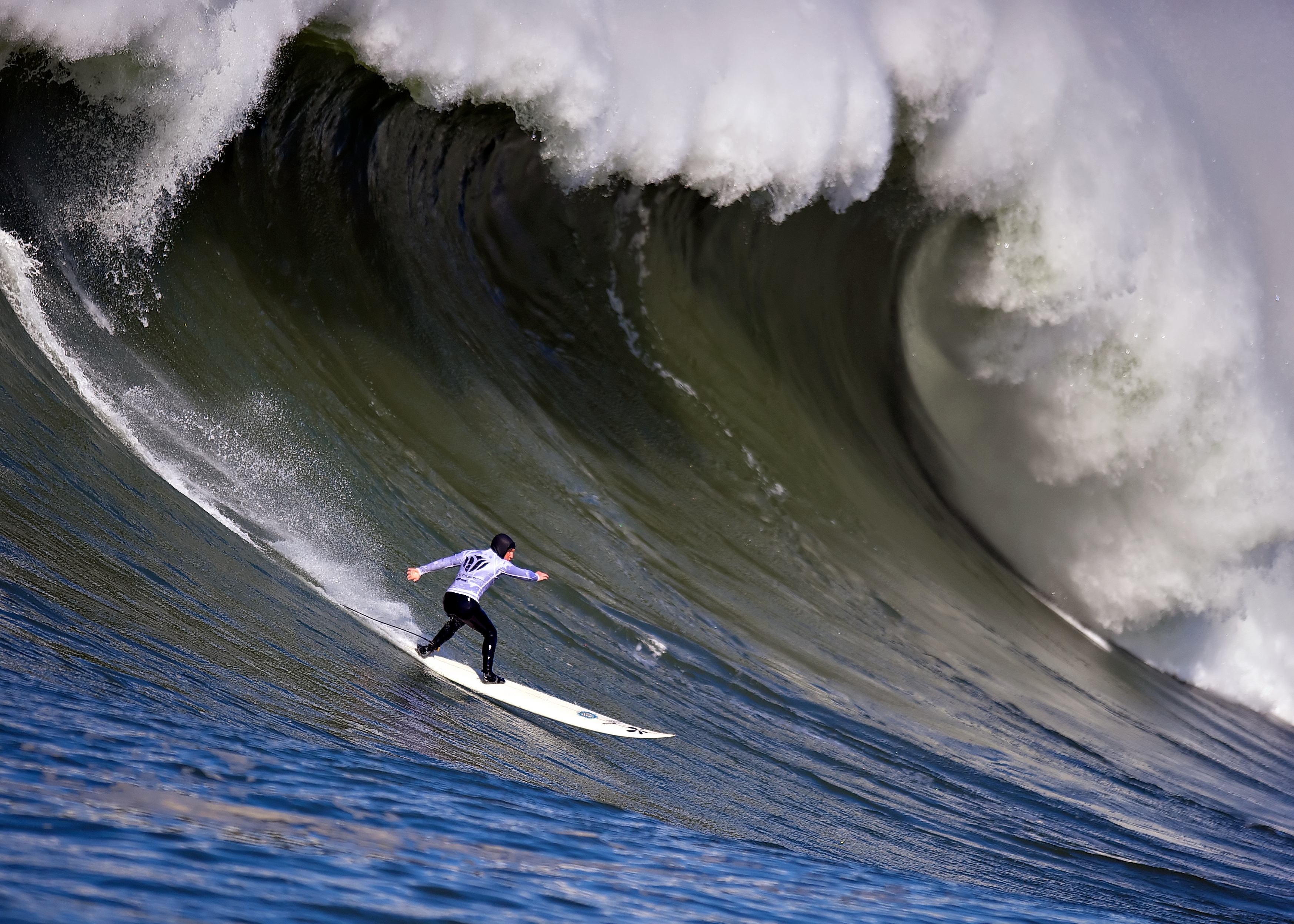
Mavericks

Big wave surfing is de extreemste vorm van golfsurfen. Terwijl er al gelongboard kan worden bij golven van 30 centimeter hoog, begint big wave surfing pas bij 8 meter hoge golven. 

## Surfplanken voor big wave surfing
De snelheid waarmee golven zich voortbewegen is afhankelijk van de hoogte van de golven. Als de snelheid dermate laag is, dat de surfer snel genoeg kan peddelen, worden speciale, lange puntige surfplanken gebruikt die guns genoemd worden. Deze surfplanken zijn minstens 9 voet lang en hebben, in tegenstelling tot de stompe neus van longboards, een scherpe punt aan de voorkant.
Als de snelheid waarmee golven zich voortbewegen te hoog is om in te kunnen peddelen, begint het tow-in-surfen. Bij deze vorm van surfen wordt de surfer aan een touw door een jetski voortgetrokken. Als de surfer vervolgens op de golf surft, laat deze het touw los. De jetski pikt de surfer later weer op, als ware hij een waterskiër. De surfplanken die gebruikt worden bij het tow-in-surfen zijn met hun lengte van twee meter aanzienlijk korter dan de eerder genoemde guns. Ook zijn er voetbanden (bekend uit het windsurfen) op bevestigd. Vaak zijn deze surfplanken ook nog verzwaard met lood.

## Bekende bigwavestranden
- Banzai Pipeline, Hawaï
- Mavericks, Californië
- Ghost Trees, Californië
- Teahupoo, Tahiti
- Jaws, Hawaï
- Shipstern Bluff, Tasmanië, Australië
- Pico Alto, Peru
- Nazare, Portugal

## Bekende bigwavesurfers
- Greg Noll
- Laird Hamilton
- Eddie Aikau
- Ken Bradshaw
- Jeff Clark
- Mark Foo
- Ross Clarke-Jones